# Evita (film)
Evita är en amerikansk/brittisk musikalfilm som hade biopremiär i USA den 25 december 1996.

## Handling
Historien är en filmatisering av Tim Rices och Andrew Lloyd Webbers musikal Evita. Madonna spelar Eva Perón som tog sig från fattigdom och en skandalomsusad bakgrund till Argentinas presidenthustru.

## Om filmen
Filmen vann tre Golden Globe (bästa film, bästa kvinnliga huvudroll och bästa sång). Madonna spelar mot bland annat Antonio Banderas, som spelar berättaren Ché, och Jonathan Pryce. Filmen blev Oscarsbelönad (bästa sång) för låten You Must Love Me. Den mest kända låten ur filmen, liksom ur musikalen, är troligen Don't Cry for Me, Argentina. Inspelningen ur filmen fick priset Blockbuster Entertainment Award.

## Rollista (i urval)
- Madonna – Eva Perón
- Antonio Banderas – Ché
- Jonathan Pryce – Juan Perón
- Jimmy Nail – Agustín Magaldi
- Victoria Sus – Doña Juana
- Julian Littman – Juan
- Olga Merediz – Blanca
- Laura Pallas – Elisa
- Julia Worsley – Erminda
- María Luján Hidalgo – Eva som ung
- Servando Villamil – Cipriano Reyes
- Andrea Corr – Peróns älskarinna
- Peter Polycarpou – Domingo Mercante
- Gary Brooker – Juan Bramuglia
- Maite Yerro – Julieta